# Nybøl (Stenbjergkirke)
 For alternative betydninger, se Nybøl (flertydig). (Se også artikler, som begynder med Nybøl)
Nybøl (dansk) eller Nübel (tysk) er en landsby beliggende nordvest for Stenbjergkirke i det nordlige Angel i Sydslesvig. Administrativt hører Nybøl under Stenbjergkirke Kommune i Slesvig-Flensborg kreds i den nordtyske delstat Slesvig-Holsten. I kirkelig henseende hører landsbyen under Kværn Sogn. Sognet lå i Ny Herred (Flensborg Amt, Sønderjylland), da området tilhørte Danmark.
Nybøl er første gang nævnt 1423. Den vest for Nybøl beliggende parcelbyen Nybølmark (ty. Nübelfeld) er første gang nævnt 1685. I 1864 nævnes her en oliemølle, et sæbesyderi og et pottemageri. Navnet Nybølskov er første gang dokumenteret 1632. Med under Nybøl regnes også bebyggelserne Butkær (Bortkayr), Grøftsholt (på dansk også Grebsholt, tysk Gräfsholz) med Hasselhøj (Hasselhy), Rødeled (Rodeheck), Skjold og Ulfsbro (Wolfsbrück). Den på grænsen til Dollerup beliggende Butkær er første gang nævnt 1650. Navnet er afledt af adj. but for stump, efterleddet er -kær. Grøftholt/Grebsholt er første gang nævnt 1599. Hasselhøj er første gang nævnt 1599, navnet er afledt af trænavnet (skov)hassel (angeldansk hessel). Den ved grænsen til Hatlund beliggende Rødeled er første gang nævnt 1599. Skjold er også første gang 1599. Udtale med lang vokal er palatalt, sb Skjold, brugt om en bakke. Ulfsbro er første gang nævnt 1685. De ældste skrivemåder tyder på, at forleddet er gen. af sb. ulve eller af mandsnavnet glda. Ulf.
Nybøl gods har sin oprindelse fra et gods i Kalleby og tilhørte i flere hundrede år adelsfamilien v. d. Hagen. I 1618 blev godset solgt til Hertug Hans den Yngre, som lod bygge et ny bygning med kapel. Efter hertug Hans død tilfaldt godset hans søn Hertug Philip og dens efterkommere, de lyksborgske hertuger, efter hvis uddøen 1779 kongen blev den egentlige godsbesidder. Allerede i 1755 blev godset parcelleret og godsbygningerne nedbrudt i 1755. Til Nybøl gods hørte de to avlsgårde Kastrup/Frederiksdal (således kaldt af hertug Frederik, der 1750 opførte en ny bygning på det af hertug Philip anlagte Sofiedal, i daglig tale kaldt Kastrup) og Filipsdal.
Nybøl udgjorde 1871 sammen med Grøftsholt/Grebsholt, Lille Kværn og Rødeled en selvstændig kommune. Nybølmark og Nybølmose hørte under Kalleby Kommune. I 1970 fusionerede Nybøl med nabokommunen Kværn. Siden 2013 fandt Kværn og Stenbjergkirke kommuner en ny administrativ enhed i den nye stor-kommune Stenbjergkirke.
Landsbyer og bebyggelser i omegnen er Kalleby i nord, Rojkær i nordøst, Hatlund i øst, Kværn i syd, Dollerup med Låsled i vest og Dybgrav i nordvest.